# Сан-Кандидо
Сан-Кандидо (Иннихен, итал. San Candido, нем. Innichen) — ярмарочная коммуна (нем. Marktgemeinde) в Италии, в автономной провинции Больцано-Боцен — Южный Тироль.
Находится в долине Пустерталь на реке Драва, в около 80 км к северо-востоку от Больцано и в около 120 км к востоку от Тренто.
Численность населения коммуны составляла 3 352 человек (31-7-2018). Среди 3 официальных языков Южного Тироля, по данным переписи 2001 года, язык 84,84 % населения — немецкий, 14,78 % — итальянский и 0,38 % — ладинский.
Покровителями коммуны почитаются святые Кандид Фивейский и Корбиниан, празднование 24 августа.

## Административное деление

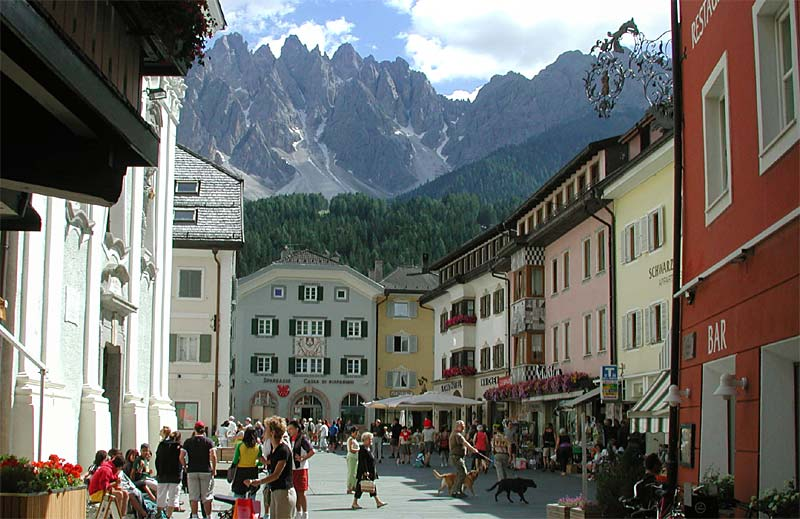
Санкт-Михаэльсплатц (Пьяцца Сан Микеле)

Коммуна включает в себя следующие фракции (нем. Fraktionen, итал. frazioni):
- Иннихберг (Монте-Сан-Кандидо, нем. Innichberg, итал. Monte San Candido)
- Оберфиршах (Вершако-ди-Сопра, нем. Obervierschach, итал. Versciaco di Sopra)
- Унтерфиршах (Вершако-ди-Сотто, нем. Untervierschach, итал. Versciaco di Sotto)
- Фиршах (Вершако, нем. Vierschach, итал. Versciaco)
- Виннебах (Прато-алла-Драва, нем. Winnebach, итал. Prato alla Drava)

Иннихен граничит с коммунами Тоблах, Иннерфильгратен (Австрия), Зекстен и Зиллиан (Австрия).

## Города-побратимы
- Фрайзинг, Германия (1969)

## Примечание
1. ↑  Superficie di Comuni Province e Regioni italiane al 9 ottobre 2011 — ISTAT.
2. ↑  https://demo.istat.it/?l=it
3. ↑  Statistiche demografiche ISTAT. demo.istat.it. Дата обращения: 13 декабря 2019. Архивировано 14 января 2018 года.
4. ↑  San Càndido/Innichen